# Abdon and Heath

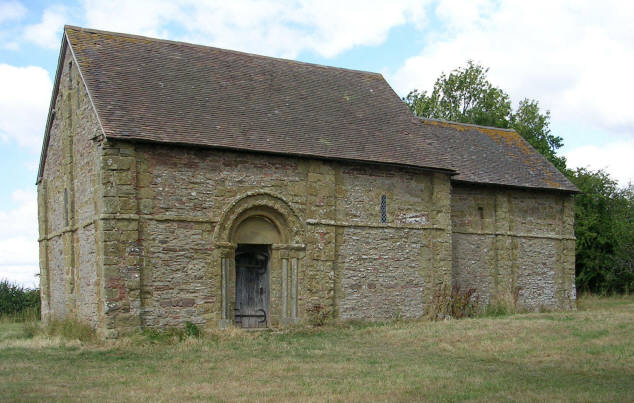
Heath

Abdon and Heath är en civil parish i Shropshire district i Shropshire i England. Det inkluderar Abdon och Heath. Skapad 1 april 2017.